# Île Goyer
Pour les articles homonymes, voir Goyer.
L’île Goyer est une île fluviale de la rivière Richelieu. Elle appartient au territoire de la municipalité de Carignan, dans la municipalité régionale de comté du La Vallée-du-Richelieu, dans la région administrative de la Montérégie, dans le sud de la province de Québec, au Canada.
Une Halte Bévédère municipale, aménagé sur un terrain remblayé, est située du côté sud-est sur la rive du bassin de Chambly, où des fêtes citoyennes sont parfois organisées. Le parc Genest, situé à l'intersection des rues des Deux-Rivières et des Tulippes, et comportant une superficie de 1 786 m2 a été réaménagé en 2019. Ce parc comporte une surface permanente de dek hockey ainsi que des aires de jeux pour enfants et pré-adolescents. Il y a aussi le parc riverain de l'Île Goyer situé dans la partie nord-est sur la rive nord-ouest du bassin de Chambly.

## Géographie

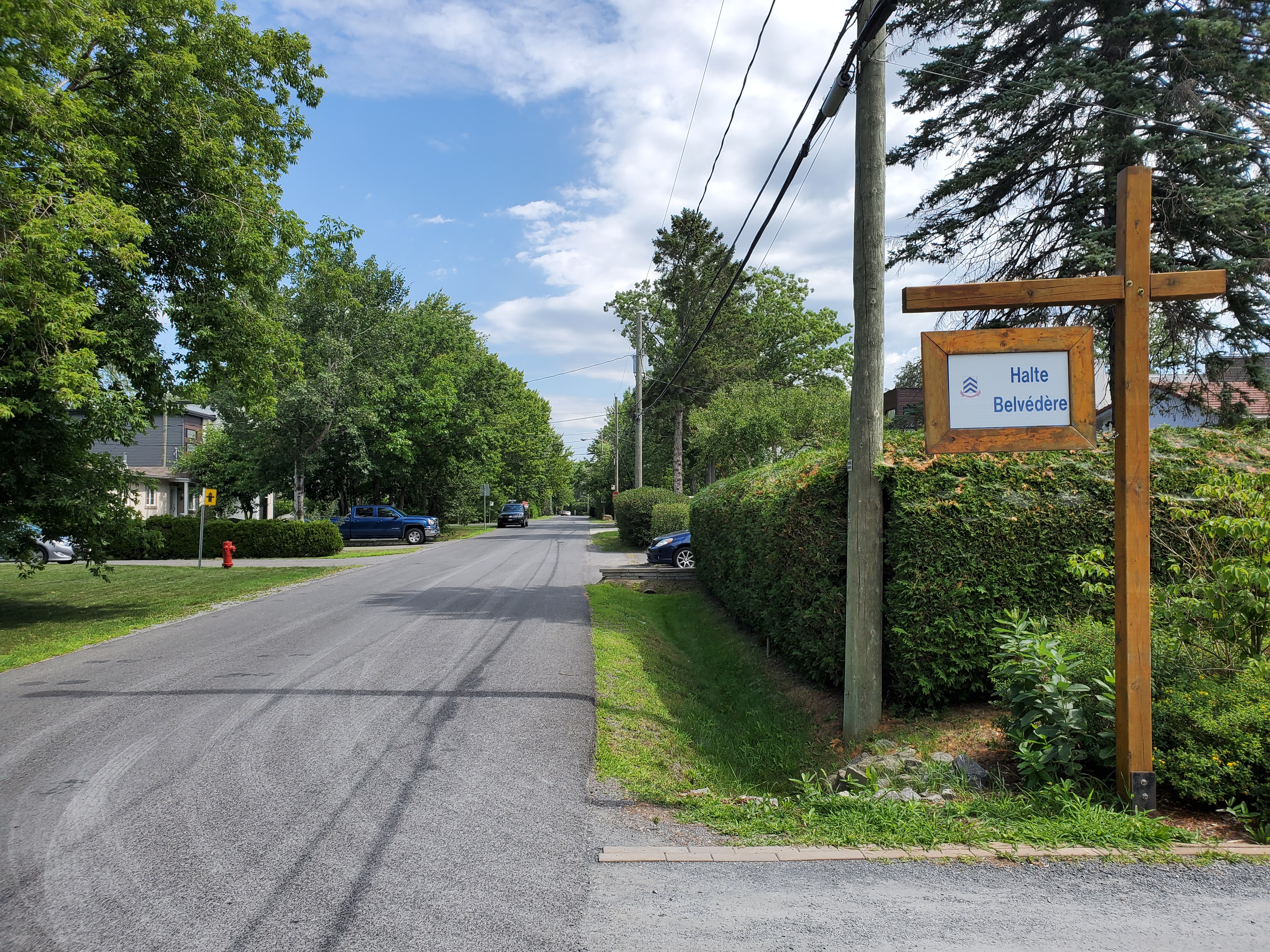
Panneau d'accueil de la Halte Belvédère de l'Île Goyer (sur la rue des Roses)

L'île Goyer occupe la partie nord-ouest du bassin de Chambly et délimite la confluence de la rivière l'Acadie et de la rivière Richelieu. Cette île s'avère la plus grande en superficie parmi les quatre îles séparant le bassin de Chambly et la rivière l'Acadie. Les autres îles sont l'Île aux Lièvres, l'Île Demers et l'Île au Foin. Un pont piétonnier relie l'Île aux Lièvres et l'Île Goyer.
De forme triangulaire, l'île Goyer mesure environ 2,1 km de longueur sur une largeur maximale de 0,8 km. Des canaux séparent du côté sud-ouest l'île Goyer avec l'île au Foin et l'île aux Lièvres. Un petit ruisseau traverse le parc boisé de l'île (vers le nord, soit dans le sens de sa longueur) pour se déverser du côté nord de la rue des Deux Rives dans un chenal qui a une longueur de 0,6 km traversant le parc boisé, coupant la rue des Tulipes, et se déversant sur la rive sud-est de la rivière L'Acadie.

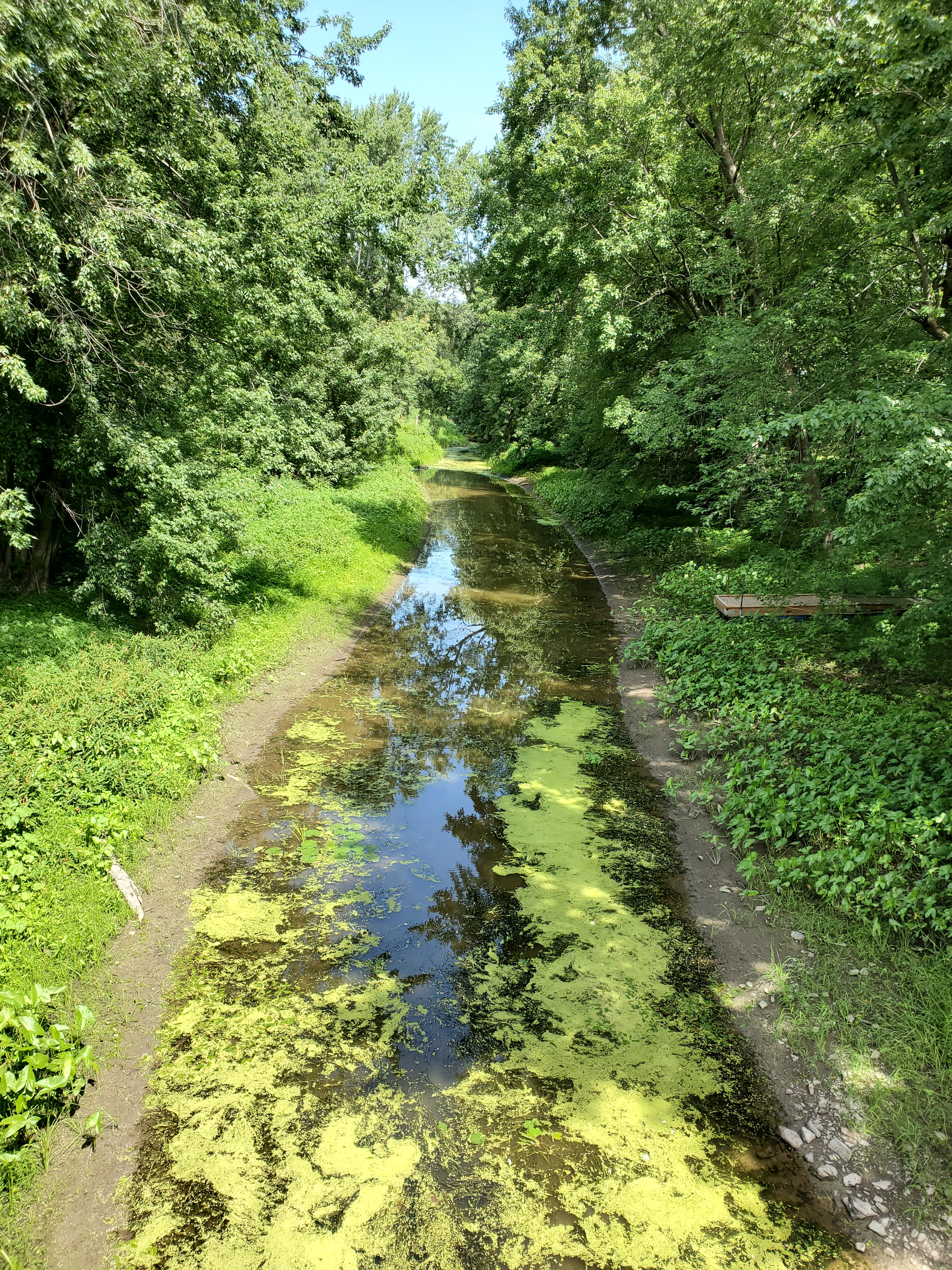
Chenal séparant l'Île Goyer et l'Île aux Lièvres vu du pont piétonnier (vue vers le sud)

L'île comporte une zone de marais en aval du pont Goyer, le long de la rivière de l'Acadie et une autre zone connexe au chenal séparant l'Île aux Lièvres et l'Île au Foin. Grâce à l'acquisition par la ville d'un terrain en 2017 de la compagnie Le Développement de la Seigneurie des Îles inc, la pointe nord de l'île conservera son caractère naturel.
L'île Goyer est accessible grâce à un pont enjambant la rivière l'Acadie à 1,1 km de l'embouchure de cette dernière. Ce pont permet de relier l'île à la route 223 laquelle longe la rive ouest de la rivière l'Acadie et de la rivière Richelieu.

## Inondations printanières

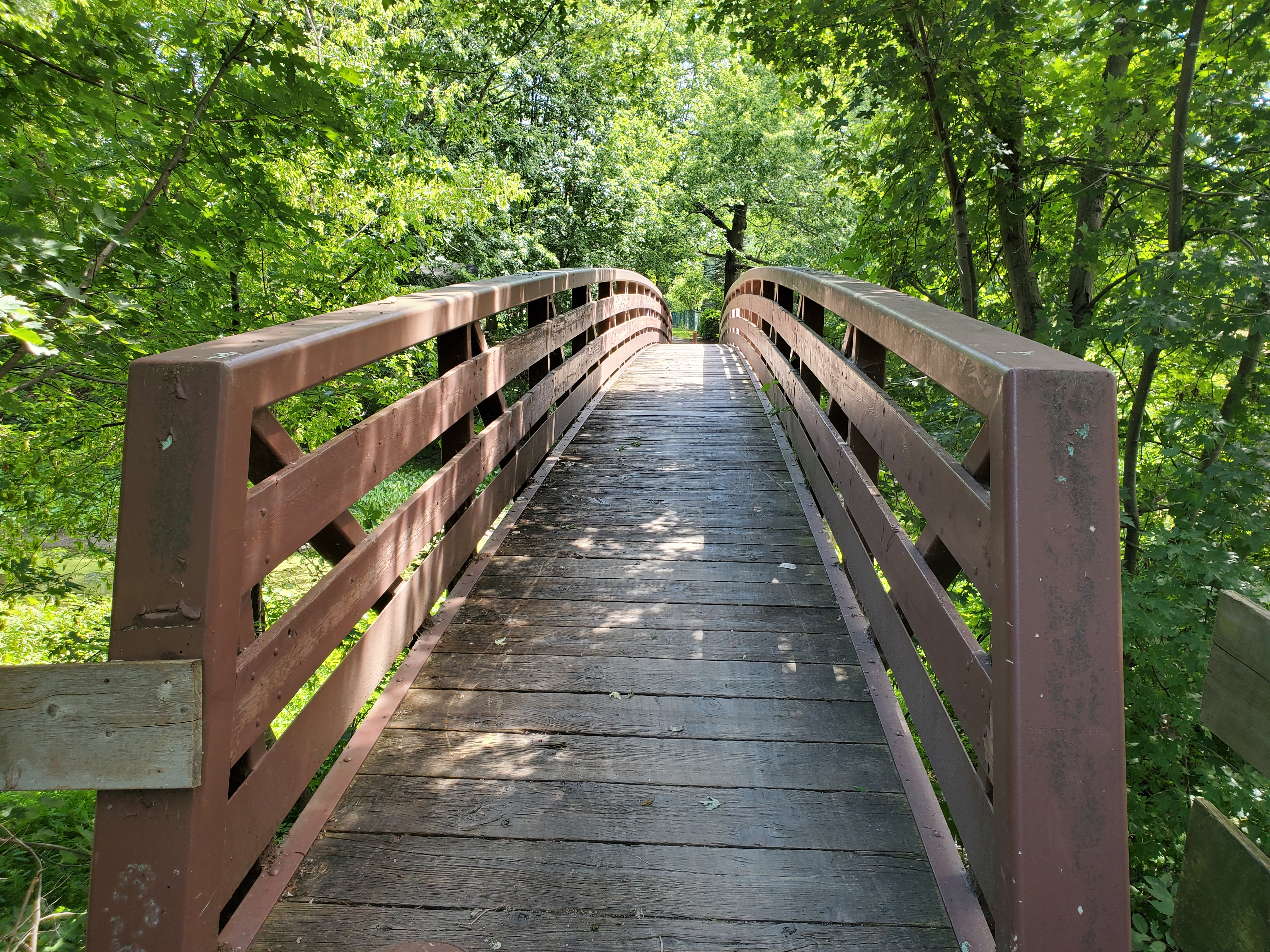
Pont piétonnier enjambant le chenal séparant l'Île Goyer et l'Île aux Lièvres à Carignan (QC)

Les inondations printanières ont souvent affectées les terrains adjacents aux rives de l'île Goyer. Le débordement peut être causé par la rivière l'Acadie (surtout près du pont Goyer) ou par la rivière Richelieu. Par exemple, en fin mars 1976, les 125 familles de l'île Goyer ont été isolées par l'inondation de segments de la route 223. En mars 1984, des artificiers faisaient exploser la glace du bassin de Chambly pour faciliter la débâcle, afin de libérer les 150 familles isolés sur l'île Goyer. Les inondations de 1986, 1993 et 1998 ont nécessité l'usage de navette d'autobus permettant aux habitants de l'île de se rendre à l'hôtel de ville de Carignan pour abriter les sinistrés.
Cette île comporte plusieurs marinas ou débarcadères privées. Depuis la seconde moitié du XXe siècle, sa vocation est résidentielle et axée sur les activités récréotouristiques.

## Histoire de l'île
La vocation de ce petit archipel auquel appartient l’île Goyer, s'avère évolutive au cours de l'histoire, notamment à cause de sa position stratégique en aval des rapides de Chambly sur la rivière Richelieu. Néanmoins, il représentait une contrainte d'isolement temporaire par l'absence de pont pour relier la terre ferme lors des inondations printanières ou de grandes crues. Les amérindiens l'utilisaient ces îles comme une halte sur leur route pour monter ou descendre la rivière. Les haltes amérindiennes servaient souvent de cache de leur matériel ou pour point de rencontre pour le commerce amérindien.
Sous le régime de la Nouvelle-France, le seigneur de Chambly concède cette île en 1721 à ses censitaires afin d'y faire paître leurs animaux; ainsi, les clôtures n'étaient pas requises pour garder un contrôle sur les bêtes. Après la guerre de 1812, la Grande Isle est considérée dans les projets de défense britannique de la Vallée-du-Richelieu. Selon une ordonnance de 1815, l'armée britannique projette d'ériger d'importantes fortifications sur cette île afin de remplacer le fort Chambly; néanmoins, ce projet de renforcement militaire n'a jamais été mis en œuvre. Subséquemment, une ferme a été établie sur cette île. Dans les années 1940, le seul patrimoine immobilier consistait seulement à une vieille maison de ferme et une grange.
En 1946, trois personnalité du monde des affaires et politiciens s’associent pour acheter l’île afin d'entreprendre un projet de construction domiciliaire: Conrad Williams, Arsène Burelle et Arthur Dupré. Ce groupe de gens d'affaire entreprit d'y construire un pont de bois à voie simple pour relier l’île Goyer à la route longeant la rive ouest de la rivière l'Acadie (jadis désignée "Petite rivière Montréal") et de la rivière Richelieu. Une première rue a été aménagée dans la partie ouest de l’île. Parmi les trois associés résidents initialement à Beloeil, seul Conrad Williams s’établit sur l’île avec sa famille. Leur famille s'établit d'abord dans un chalet, puis dans un immeuble servant à partir de juin 1948 de résidence permanente et de dépanneur pour desservir les nouveaux résidents de l'île et les vacanciers.
En 1954, les frères Édouard et Charles-Emile Goyer deviennent propriétaire de l’île dans la perspectives d'y accélérer la construction résidentiel. Ces hommes d’affaires possédaient notamment une carrière de sable et de gravier à Saint-Bruno-de-Montarville où ils résidaient. Charles-Emile Goyer possédait déjà une maison sur l’île Goyer. Leur première initiative pour le développement de l'île Goyer a été de remplacer l'ancien pont de bois par un pont de métal cédé par le gouvernement du Québec. Ainsi, le pont de métal est démantelé de son site initial et reconstruit à l’emplacement du pont de bois au-dessus de la rivière L'Acadie. Les frères Goyer favorisent ainsi le développement permanent de l’île qui sera désormais désigné selon leur patronyme.

## Histoire des places d'affaires sur l'île
Conformément au règlement sur l'urbanisme de la ville de Carignan, deux sites commerciaux sont autorisés sur cette île dont un dépanneur dans un immeuble qui avait été érigé vers 1946-48 à côté du pont de bois. Initialement, ce dépanneur a été exploité par Conrad William, homme d'affaires,. En sus, un restaurant a été en opération à la marina de l'île Goyer, au 1889 rue des Roses, sous plusieurs appellations au cours de l'histoire, notamment: "Marina de l'Île Goyer" jusqu'en 1983, "Les Saisons de l'Île Goyer" (une brochetterie) depuis 1983.

## Toponymie
Au cours de son histoire, cette île a été désignée sous plusieurs noms: île Saint-Pierre, la Grosse île, la Grande île et île Johnson. Le toponyme "Île Goyer" évoque la mémoire des frères Goyer qui ont acquis le territoire de l'île en 1954 pour l'exploiter par la construction domiciliaire: Édouard Goyer (1913-1987) et Charles-Émile Goyer (1916-1981).
Hormis la « rue des Deux Rivières » qui sépare l'île en deux à partir du pont enjambant la rivière L'Acadie, les autres rues sur cette île comportent des noms de fleurs: des Tulipes, des Jacinthes, des Amarantes, des Roses, des Lilas.
Le toponyme «Île Goyer» a été officialisé le 21 février 1973 à la Banque des noms de lieux de la Commission de toponymie du Québec.